# 向大威
向大威（1937年9月—2020年4月27日），男，浙江镇海人，中国声学专家，曾任中国科学院声学研究所研究员、博士生导师，第六届全国人大代表。